# Turboventilador d'engranatges

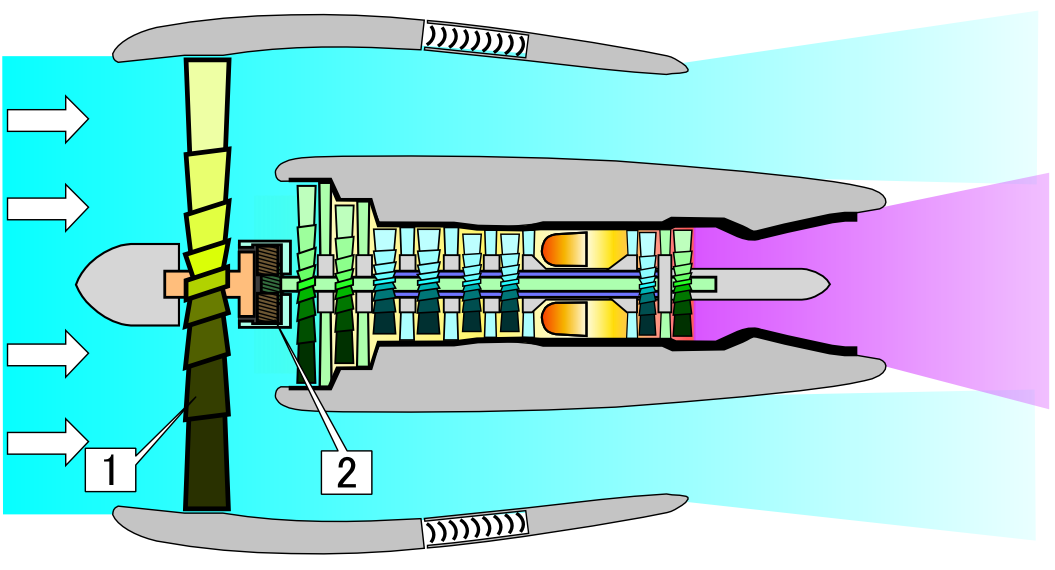
Turboventilador d'engranatges. [1]: Ventilador. [2]: Reductor de velocitat planetari

Un turboventilador d'engranatges és un tipus de motor d'aviació turboventilador, amb un reductor de velocitat planetari entre el ventilador i l'eix de baixa pressió que permet que cadascun d'ells giri a la seva velocitat angular òptima. Aquesta configuració augmenta l'índex de derivació i, per tant, millora l'eficiència del turboventilador respecte a altres dissenys.
Havent valorat un disseny d'engranatges, General Electric decidí prescindir-ne per al seu motor CFM LEAP, citant qüestions de pes i fiabilitat. Pratt & Whitney, en canvi, desenvolupà el turboventilador d'engranatges PW1000G.